# Johannes Hermanus Terlingen
Johannes Hermanus Terlingen (* 26. August 1902 in Utrecht; † 6. Oktober 1965 in Nijmegen) war ein niederländischer Romanist und Hispanist.

## Leben und Werk
Terlingen wurde 1943 an der Universität Utrecht promoviert mit der Arbeit Italianismos en español desde la formación del idioma hasta principios del siglo XVII (Amsterdam 1943, 1948, 1976). Er lehrte ab 1946 an der  Katholieke Universiteit Nijmegen, zuerst als Lektor, ab 1951 als Professor.

## Werke
- Condottieri en conquistadores. Openbare les gegeven bij de aanvaarding van het ambt van lector aan de R.K. Universiteit te Nijmegen, Nijmegen 1948 (Antrittsvorlesung als Lektor)
- Stroom en tegenstroom in de Spaanse en de Italiaanse letterkunde, Nijmegen 1952 (Antrittsvorlesung als Professor)
- De Katholieke Literatuur in Spaans-Amerika van 1900 tot heden, Antwerpen 1954
- Lengua y literatura españolas en las Antillas Neerlandesas, in: Boletín de Filología  9, 1956–1957, S. 235–262
- (mit Winslow Roper Hatch und Jean Labbens) Informe de la Misión Consultora de la UNESCO para las universidades centroamericanas, San José, Costa Rica 1962